# 甲午農民戦争
甲午農民戦争（こうごのうみんせんそう）は1894年（甲午）に李氏朝鮮で起きた李氏朝鮮王朝に対する農民暴動、内乱である。主要な関与者に東学の信者がいたことから東学党の乱（とうがくとうのらん）とも呼ばれる。
李朝の統治理念である儒教（朱子学）思想を揺るがす、身分差別を否定する内容が含まれる新興宗教「東学」を1860年から布教しだした第1世教主崔済愚が、1863年に李氏朝鮮王族や支配層である士族（両班）の怒りを買って捕らえられ、翌1864年に「邪道亂正」の罪で処刑された。そして、第2世教主崔時亨は東学の公認を求めたが、同様に李朝から強く弾圧された。そして、彼らの取締りを口実にした朝鮮官吏の収奪が更に横行するようになると、李氏朝鮮の虐政が甲午農民戦争へ発展する火種となった。東学党は困窮する朝鮮農民に布教された反西学(反キリスト教)の新興宗教一派であり、彼らによる李氏朝鮮の上位層による収奪への反発・経済改革要求から朝鮮南部で大きな運動に発展し、暴動は南部を中心に全土に波及した。蜂起した農民軍の相手は主に朝鮮官軍、守城軍、民堡軍（両班の士族）だった。この暴動への対処として、朝鮮王朝は清に救援を要請した。すると大日本帝国も済物浦条約による自国民保護を理由に清朝との天津条約の手続きをふんで、大清の参戦と同時に朝鮮に出兵した。これに危機感を強めた朝鮮の招討使である洪啓薫は農民軍の幣政制改革案を受け入れるフリをして農民軍を解散させた（全州和約）。しかし、大日本帝国は乱民が起きるは朝鮮内政に問題あるとし、朝鮮の内政改革を大清と合同で行うことを提案するも、大清は拒否。対立が激化、日本軍の王宮占領の後に日清戦争に発展する。
なお、日本軍が朝鮮の内乱自体に介入したのは日清戦争中の清軍大敗後からとなる。農民軍は戦う相手を「圧制者である朝鮮王朝」から「侵略者である日本軍」へと変えて再蜂起し、日本軍と戦うこととなった。そのため、大韓民国では東学農民運動や東学農民革命（동학농민혁명）と呼ばれ、日本への民衆独立運動の始まりと評する声もある。通説では、「斥倭洋」といったスローガンの中心化等を基に第一次蜂起から二次蜂起にかけて李朝朝鮮の圧制に対する反封建運動から抗日運動に転換していったとされている。ただし、朴孟洙は「斥倭洋」「逐滅洋倭」といった反侵略の言葉と思想が初期からあり、抗日・排西洋の姿勢は一貫していて非暴力的抗議活動から日本軍の武力進出により武力蜂起に発展したとものとしている。

## 第一次蜂起
1860年代から朝鮮は変革の時代を迎えていた。これに1880年代以降、国内の動乱期を乗り越えた日本やアメリカ合衆国、西欧の列強が加わり、次の時代に向けた模索の中で混乱の時期を迎えていた。
閔氏政権の重税政策、両班たちの間での賄賂と不正収奪の横行、そして1876年の日朝修好条規（江華島条約）をはじめとした閔氏政権の開国政策により外国資本が進出してくる等、当時の朝鮮の民衆の生活は苦しい状況であった。朝鮮政府の暴政に対し次のような詩が朝鮮国内に広く伝昌されていた。

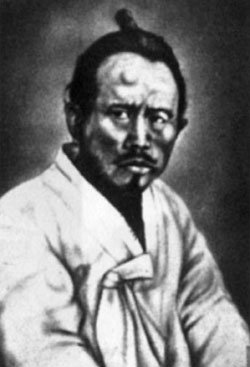
全琫準

朝鮮の改革を巡っては、壬午事変や甲申政変のような政変があったが、いずれも蜂起は失敗に終わった。こうした中で政権を手にしていた閔氏は、自らの手で改革を行うことができずにいた。このつけは全て民衆に振り向けられ、民衆の不満は高まり、1883年から各地で農民の蜂起（民乱）が起きていた。そのような中、1894年に全羅道古阜郡で、郡守の趙秉甲が水税の横領を起こし、その横領に対して全羅道観察使に哀願を行った農民が逆に逮捕される事件が起きた。この事件により、同年春に、崔済愚の高弟で東学党の二代目教祖となった崔時亨が武力蜂起し、甲午農民戦争に発展した。反乱軍は全琫準という知将を得て5月には全州一帯を支配下に置いた。全琫準とその同志20人は、以下の4か条を決議し、「沙鉢通文」に署名した。
古阜郡の民乱も当初は他の民乱と変わるところはなく、自分達の生活を守ろうとするものでしかなかった。しかし、この民乱の指導者に成長した全琫準を含め農民の多くが東学に帰依していたことから、この東学の信者を通じて民乱が全国的な内乱に発展してゆく。
全琫準は下層の役人であった。しかし、17世紀から普及し始めた平民教育で、全琫準のような非両班知識人が形成されていた。この全琫準が発した呼びかけ文が東学信者の手で全道に撒かれ、呼びかけに応じた農民で、数万の軍勢が形成された。彼らは全羅道に配備されていた地方軍や中央から派遣された政府軍を各地で破り、5月末には道都全州を占領するまでに至った。
これに驚いた閔氏政権は、5月30日に清国に援軍を要請。これに脅威を感じた日本は6月2日に朝鮮出兵を決定し、同月4日に清国に対し即時撤兵を要求したが拒否される。天津条約にもとづき、日清互いに朝鮮出兵を通告。日本は6月6日に出兵を発動し清国軍の朝鮮撤兵を再度要求、翌7日に清駐韓国公使が清国の属領保護のための派兵であるとその正当性を主張し、8日に清国軍が朝鮮牙山に上陸、12日に日本軍が在留邦人保護を名目に仁川に上陸、7月16日には漢城近郊に布陣して清国軍と対峙することになった。朝鮮の魚大蔵大臣によれば「朝鮮ノ人ハ、ソラ大変ガ起タ、此東学党ハ一時起ッタガ早ヤ治ッタ、何トモナイ、ト言イ触ラシテ支那兵モ早ク返エサナケレバナラヌ。日本兵モ返エサナケレバナラヌ」としたことにより、逆に状況を悪化させてしまったという。これに対し、招討使の洪啓薫は全琫準は幣政改革条目を受け取り、農民軍を解散させたという全州和約を結ぶが、それによって改革させた形跡はなく、全琫準は騙されたと証言している。全州和約によって、改革されたとする一次史料は発見されていないが、閔氏政権が農民の提案を基に全州和約を作成し締結したとし、和約で従来の地方政府が復活、同時に農民側のお目付け役「執綱所」が設けられ、全羅道に農民権力による自治が確立したとする説がある。

## 日清戦争

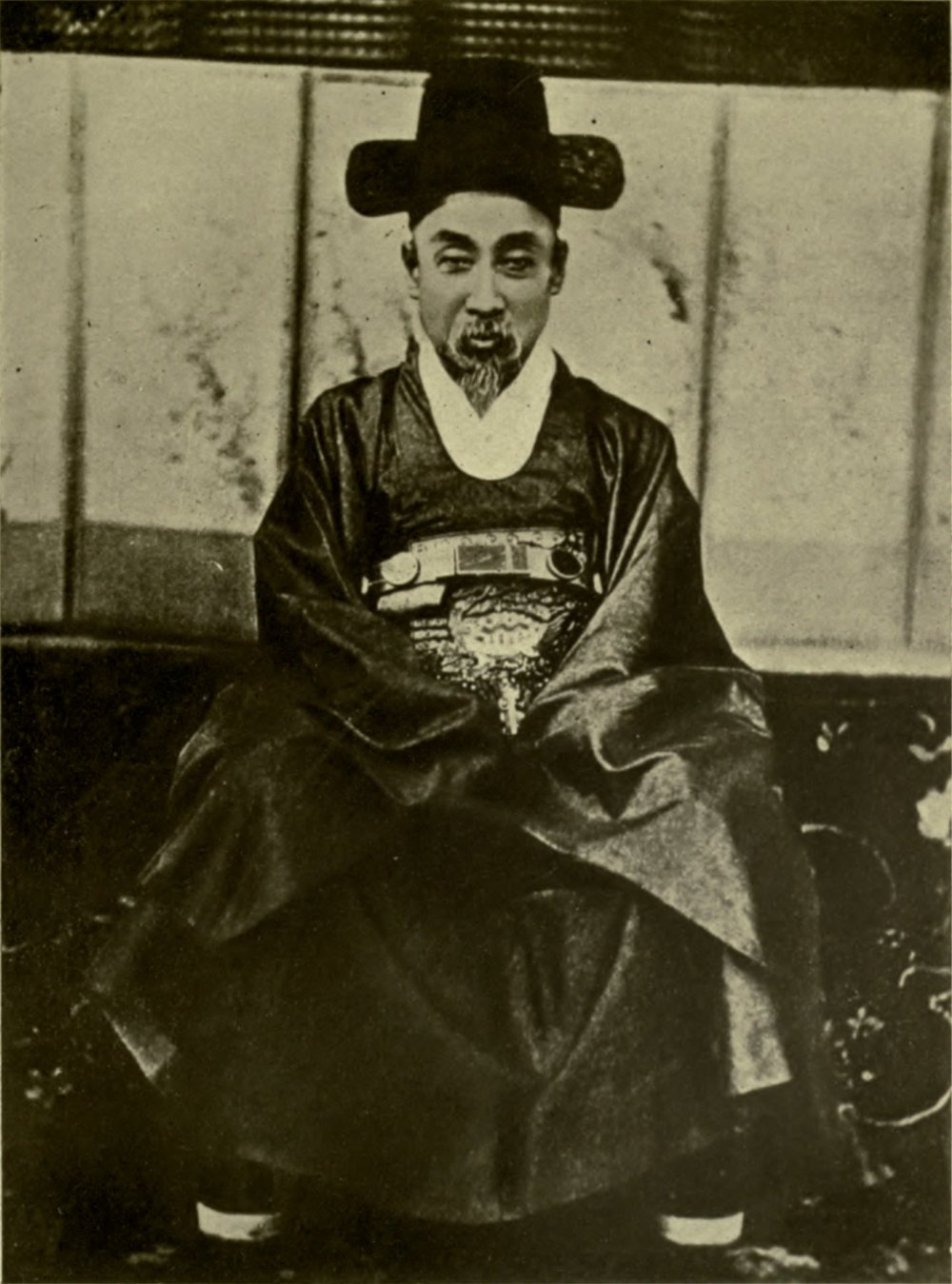
大院君

反乱が収束し、朝鮮は日清両軍の撤兵を申し入れるが、両国は受け入れずに対峙を続けた。日本は清に対し朝鮮の独立援助と内政改革を共同でおこなうことを提案し、イギリスも調停案を清へ出すが、清は「日本の撤兵が条件」として拒否。
日本は朝鮮に対して、「朝鮮の自主独立を侵害」する清軍の撤退と清・朝間の条約廃棄（宗主・藩属関係の解消）について3日以内に回答するよう申入れた。この申入れには、朝鮮が清軍を退けられないのであれば、日本が代わって駆逐する、との意味も含まれていた。これに朝鮮政府は「改革は自主的に行う」「乱が治まったので日清両軍の撤兵を要請」と回答。
7月23日午前2時、日本軍混成第九旅団（歩兵四箇大隊など）が郊外の駐屯地龍山から漢城（現在のソウル）に向かい、うち一箇連隊が漢城に入り、午前4時半過ぎ頃には国王高宗が居住し政府が置かれる王宮を包囲、やがて門を破壊して侵入を開始、警備の朝鮮兵と数時間の銃撃戦の末、王宮を占領、国王を捕えた。日本軍は大院君を擁して入闕し、国王高宗に迫って大鳥公使立会いの下に国政と改革を大院君に委任しその全てを大鳥公使と協議することを約束させた。そして新政権は朝鮮政府に代わって牙山の清軍を撤退させるよう日本に要請することとなった。25日、豊島沖海戦、29日に成歓の戦いが行われ交戦状態となる。31日に清国政府が駐北京日本公使小村寿太郎に国交断絶を通告、8月1日に日清両国が宣戦布告をし、日清戦争が勃発した。

## 第二次蜂起
全琫準（ぜんほうじゅん、チョン・ボンジュン）は日清両国が軍を派遣して間もない7月には既に第二次蜂起を起こそうとしていた。しかし、全琫準供草によれば、全琫準が病気だったこと、多くの民を一時に動かせなかったこと、新穀が未収穫だったため、自然に蜂起が10月になったとある。他に、平和的な解決を望む東学の上層部の説得に時間が掛かったとする説もあるが出展不明。この時期には日本は李氏朝鮮の閔氏政権下の新政府と友好関係となっており、日清戦争は既に日本勝利という大勢を決していた。李氏朝鮮政府の依頼を受け、ここから初めて日本側は東学勢力へ目を向けた。農民軍もこれ以前の相手は主に朝鮮官軍、守城軍、民堡軍（両班の士族）だった。1894年11月末に忠清道公州の牛金峙（ウグムチ、우금치）で農民軍は日本軍・朝鮮軍と初衝突するが、近代的な訓練を受けた日本軍に全琫準等はあえなく敗北する。日本軍・朝鮮官軍の圧倒的勝利で終ったこの戦闘を牛金峙の戦いという。牛金峙で日本に敗北した農民軍等は全羅道に逃げた。全琫準と同志達は淳昌で再起の機会をうかがっていたが、1895年初頭に捕えられ、漢城で処刑された。なお、この乱鎮圧で、川上操六参謀本部次長は「東学党に対する処置は 厳烈なるを要す、向後悉く殺戮すべし」との電文を朝鮮兵站線の日本軍司令部に送り、日本軍は3万人とも5万人ともいわれる農民を殺戮したとする説もある。
ある大隊長は「多く殺すの策」「探し出して殺す」作戦を展開したと講話し、日本軍のある従軍日誌には、負傷の生捕り十名を「帰舎後、生捕りは、拷問の上、焼殺せり」、捕えた7名を「城外の畑中に一列に並べ、銃に剣を着け（略）軍曹の号令にて一斉の動作、これを突き殺せり」との記録がある。
東學黨征討略記によれば、東学党には信奉者、脅迫されて一時的に参加している者、偽東学党の３種類あり、偽東学党が頗る多いとの調査報告がある。偽東学党の大半は砂金鉱夫で、田畑、道路、橋梁など、そこかしこに穴をほって荒らすので農民の損害が出たので禁止されたため、東学党を称して剽掠をするようになったのだという。また、別の東學黨征討略記によれば、「通譯官ヲシテ問ハシムレハ皆曰ク東匪ノ爲メ家ハ燒カレ財貨ハ奪ハレ兒女ハ殺サレ妻ハ掠取サレテ死處ヲ知ラス願クハ我々ヲ救濟セヨト（通訳官に尋ねさせると、皆が口をそろえてこう言った。"東学党によって家は焼かれ、財産は奪われ、子や娘は殺され、妻は連れ去られて生死もわからない。どうか我々を救ってほしい"」と、剽掠の様子が記録されている。
大院君は対立する閔氏政権によって投獄されていた東学の幹部2名を釈放し、1人を内務衙門主事に1人を議政府主事に採用し、忠清道に居る名士豪族に密使を送って、東学の扇動を命じた。また密使は、忠清道の東学幹部箕準、徐長玉に、全羅道の東学幹部全琫準、宋喜玉に、それぞれ会って東徒の召集を促し、慶尚道においては直接に東徒の糾合を呼びかけた。呼びかけにより10、11月に相次いで蜂起する。そして大院君は、東学には数十万で大挙して漢城に来るように命じ、平壌の清軍と共に南北から挟み撃ちにして日本人を駆逐する策を実行するように指示した。これらの事実が、日本の平壌攻略によって得た多数の書類から発見された（東学党事件ニ付会審ノ顛末具報 明治28年9月20日の別紙第二号）。その後も大院君と李埈鎔の扇動教唆の手紙を発見し、また後に逮捕された部下たちの供述によって発覚し、日本公使の追及によって、大院君、李埈鎔が認め謝罪した。これらはあくまで日本側資料であるが、このように第二次蜂起は、全くの純粋な民衆反乱ではなく、日本を清と東学の力で放逐せんとした大院君の思惑も働いている可能性がある。
一方で、本来の反乱側との和約では全羅道においては反乱側の要求を容れたはずであった。しかし既に、日本の漢城における公館費用は朝鮮側負担となり日本が朝鮮に要求する改革のためにも費用がかかり、また、日清戦争は朝鮮の要請に日本が応じたという建付けであるため当面の日本軍費用は日本が負担するとしてもその他にも様々な費用を日朝どちらがどれだけ負担するのかという問題が生じ、朝鮮側は反乱側に対する約定を守ろうとしなくなっていた。また、日本軍より陸奥外相に届いた連絡では、全羅道で東学党のために朝鮮政府側の租税の徴収が出来なくなっていること、これでは結局は日本の利益を害し日本の目的を達成できなくなるとして、鎮定のために追加の兵を出すことを要請している。民衆反乱は、日清戦争の戦費調達のための重税が朝鮮民衆に新たな負担としてのしかかり、その必然的結果であった可能性もある。

## 戦後
1906年、全羅南道珍島郡で処刑された無名の反乱指導者とみられる遺骨が韓国統監府技師の佐藤政次郎により、母校の札幌農学校に搬出された。「韓国東学党の頭領」と記された頭骨は長らく北海道大学古河記念講堂で段ボール箱に放置され、1995年に発見された。
韓勝憲弁護士らの「東学農民革命記念事業会」が返還運動を展開し、1996年5月31日に韓国に戻り全州歴史博物館に収蔵された。2019年時点では、東学革命記念緑豆館の敷地内に埋葬する計画が立てられている。

### 世界の記憶
東学農民革命のアーカイブは2023年に世界の記憶に登録された。